# Снегирева (Тюменская область)
Снегирева — деревня в Армизонском районе Тюменской области России. Входит в состав Армизонского сельского поселения.

## История
В «Списке населенных мест Российской империи» 1871 года издания (по сведениям 1868—1869 годов) населённый пункт упомянут как казённая деревня Снигирева Ишимского округа Тобольской губернии, при озере Лягушьем, расположенная в 129 верстах от окружного центра города Ишим. В деревне насчитывалось 45 дворов и проживало 285 человек (151 мужчина и 134 женщины).
В 1926 году в деревне имелось 101 хозяйство и проживало 476 человек (222 мужчины и 254 женщины). Функционировала школа I ступени. В административном отношении являлась центром Снигиревского сельсовета Армизонского района Ишимского округа Уральской области.

## География
Деревня находится в южной части Тюменской области, в лесостепной зоне, в пределах Ишимской равнины, на юго-западном берегу озера Лягушьего, на расстоянии примерно 2 километров (по прямой) к востоку от села Армизонское, административного центра района. Абсолютная высота — 135 метров над уровнем моря.

### Часовой пояс
Деревня Снегирева, как и вся Тюменская область, находится в часовой зоне МСК+2. Смещение применяемого времени относительно UTC составляет +5:00.

## Население
| 1989 | 2002 | 2010 |
| ---- | ---- | ---- |
| 168  | ↘158 | ↘114 |

Гендерный состав
По данным Всероссийской переписи населения 2010 года в гендерной структуре населения мужчины составляли 48,2 %, женщины — соответственно 51,8 %.
Национальный состав
Согласно результатам переписи 2002 года, в национальной структуре населения русские составляли 80 % из 158 чел.

## Улицы
Уличная сеть деревни состоит из одной улицы (ул. Снегиревская).